# Royères
 Royères  (en occitano Roiéra) es una población y comuna francesa, situada en la región de Lemosín, departamento de Alto Vienne, en el distrito de Limoges y cantón de Saint-Léonard-de-Noblat.

## Demografía
| 604 | 546 | 576 | 779 | 855 | 795 | 834 |
| Para los censos de 1962 a 1999 la población legal corresponde a la población sin duplicidades (Fuente: INSEE [Consultar]) |     |     |     |     |     |     |